# Liste des résolutions du Conseil de sécurité des Nations unies sur le Sahara occidental
Cet article dresse une liste des résolutions du Conseil de sécurité des Nations unies concernant le Sahara occidental.

## Sahara occidental
Le Sahara occidental (arabe : الصحراء الغربية) est un Territoire non autonome selon l'ONU, cette ancienne colonie espagnole n'a toujours pas trouvé de statut définitif sur le plan juridique depuis le départ des Espagnols, en 1976.
- Résolution 377 : Sahara occidental (adoptée le 22 octobre 1975).
- Résolution 621 : Sahara occidental (adoptée le 20 septembre 1988).
- Résolution 658 : Sahara occidental (adoptée le 27 juin 1990).
- Résolution 690 : création de la Mission des Nations unies pour l'organisation d'un référendum au Sahara occidental (adoptée le 29 avril 1991).
- Résolution 725 : Sahara occidental (adoptée le 31 décembre 1991).
- Résolution 809 : Sahara occidental (adoptée le 2 mars 1993).
- Résolution 907 : référendum à l'auto-détermination du peuple du Sahara occidental.
- Résolution 973 : la situation concernant le Sahara occidental (prorogation de la MINURSO jusqu’au 31 mai 1995.
- Résolution 995 : la situation au Sahara occidental (Mission du Conseil de sécurité au Sahara occidental; prorogation MINURSO jusqu’au 30 juin 1995)
- Résolution 1002 : la situation concernant le Sahara occidental (prorogation de la MINURSO jusqu’au 30 septembre 1995).
- Résolution 1017 : la situation concernant le Sahara occidental (prorogation de la MINURSO jusqu’au 31 janvier 1996 ; plus d’acte dilatoire)
- Résolution 1033 : le référendum pour l'autodétermination du peuple du Sahara occidental et le processus d'identification.
- Résolution 1042 : la situation concernant le Sahara occidental
- Résolution 1056 : la situation concernant le Sahara occidental
- Résolution 1084 : la situation concernant le Sahara occidental
- Résolution 1108 : situation concernant le Sahara occidental
- Résolution 1131 : situation concernant le Sahara occidental
- Résolution 1133 : situation concernant le Sahara occidental
- Résolution 1148 : la situation concernant le Sahara occidental.
- Résolution 1163 : la situation concernant le Sahara occidental.
- Résolution 1185 : la situation concernant le Sahara occidental.
- Résolution 1198 : le Sahara occidental.
- Résolution 1204 : la situation au Sahara occidental.
- Résolution 1215 : la question du Sahara occidental.
- Résolution 1224 : la situation au Sahara occidental
- Résolution 1228 : la situation concernant le Sahara occidental
- Résolution 1232 : la situation concernant le Sahara occidental
- Résolution 1235 : la situation concernant le Sahara occidental
- Résolution 1238 : la situation concernant le Sahara occidental.
- Résolution 1263 : le Sahara occidental.
- Résolution 1282 : le Sahara occidental.
- Résolution 1292 : situation concernant le Sahara occidental.
- Résolution 1301 : situation concernant le Sahara occidental.
- Résolution 1309 : situation concernant le Sahara occidental.
- Résolution 1324 : situation concernant le Sahara occidental.
- Résolution 1342 : la situation concernant le Sahara occidental.
- Résolution 1349 : la situation concernant le Sahara occidental.
- Résolution 1359 : la situation concernant le Sahara occidental.
- Résolution 1380 : la situation concernant le Sahara occidental.
- Résolution 1394 : la situation concernant le Sahara occidental.
- Résolution 1406 : la situation concernant le Sahara occidental.
- Résolution 1429 : la situation concernant le Sahara occidental.
- Résolution 1463 : la situation concernant le Sahara occidental.
- Résolution 1469 : la situation concernant le Sahara occidental.
- Résolution 1485 : la situation concernant le Sahara occidental.
- Résolution 1495 : la situation concernant le Sahara occidental.
- Résolution 1513 : la situation concernant le Sahara occidental.
- Résolution 1523 : la situation concernant le Sahara occidental.
- Résolution 1541 : la situation concernant le Sahara occidental.
- Résolution 1570 : la situation concernant le Sahara occidental.
- Résolution 1598 : la situation concernant le Sahara occidental.
- Résolution 1634 : la situation concernant le Sahara occidental.
- Résolution 1675 : prorogation du mandat de la Mission des Nations unies pour l'organisation d'un référendum au Sahara occidental (MINURSO) (adoptée le 28 avril 2006 lors de la 5431e séance).
- Résolution 1720 : la situation concernant le Sahara occidental.
- Résolution 2218 : la situation concernant le Sahara occidental (adoptée le 28 avril 2015).
- Résolution 2351 : la situation concernant le Sahara occidental (adoptée le 28 avril 2017)
- Résolution 2414 : la situation concernant le Sahara occidental (adoptée le 27 avril 2018)
- Résolution 2440 : la situation concernant le Sahara occidental (adoptée le 31 octobre 2018)
- Résolution 2468 : la situation concernant le Sahara occidental (adoptée le 30 avril 2019)
- Résolution 2494 : la situation concernant le Sahara occidental (adoptée le 30 octobre 2019)
- Résolution 2548 : la situation concernant le Sahara occidental. Lettre du président du Conseil sur le résultat du vote (S/2020/1063) et les détails du vote (S/2020/1075) (adoptée le 30 octobre 2020)
- Résolution 2602 : la situation concernant le Sahara occidental (adoptée le 29 octobre 2021)
- Résolution 2654 : la situation concernant le Sahara occidental (MINURSO) (adoptée le 27 octobre 2022)